# Chicago Ridge
Chicago Ridge es una villa ubicada en el condado de Cook en el estado estadounidense de Illinois. En el Censo de 2010 tenía una población de 14305 habitantes y una densidad poblacional de 2.450,4 personas por km².

## Geografía
Chicago Ridge se encuentra ubicada en las coordenadas 41°42′12″N 87°46′46″O / 41.70333, -87.77944. Según la Oficina del Censo de los Estados Unidos, Chicago Ridge tiene una superficie total de 5.84 km², de la cual 5.84 km² corresponden a tierra firme y (0%) 0 km² es agua.

## Demografía
Según el censo de 2010, había 14305 personas residiendo en Chicago Ridge. La densidad de población era de 2.450,4 hab./km². De los 14305 habitantes, Chicago Ridge estaba compuesto por el 83.07% blancos, el 7.03% eran afroamericanos, el 0.28% eran amerindios, el 1.8% eran asiáticos, el 0.03% eran isleños del Pacífico, el 4.82% eran de otras razas y el 2.97% pertenecían a dos o más razas. Del total de la población el 12.42% eran hispanos o latinos de cualquier raza.